# Bonepoupa III
Pour les articles homonymes, voir Bonepoupa (homonymie).
Bonepoupa III est un village du département du Nkam au Cameroun. Situé dans l'arrondissement de Yabassi, il est localisé à 41 km de Yabassi sur la route qui lie Yabassi à Bonepoupa II.

## Population et environnement
En 1967, le village de Bonepoupa III avait 302 habitants. La population de Bonepoupa III était de 56 habitants dont 38 hommes et 18 femmes, lors du recensement de 2005.